# ريتشارد رودس (صحفي)
ريتشارد رودس (بالإنجليزية: Richard Rhodes)‏ هو صحفي ومؤرخ أمريكي، ولد في 4 يوليو 1937 في كانساس سيتي في الولايات المتحدة.

## وصلات خارجية
- ريتشارد رودس على موقع IMDb (الإنجليزية)
- ريتشارد رودس على موقع إن إن دي بي (الإنجليزية)
- ريتشارد رودس على موقع قاعدة بيانات الفيلم (الإنجليزية)